# Ксамакс
«Невшатель Ксамакс 1912» — швейцарский футбольный клуб из города Невшатель. Цвета клуба — красный и чёрный. Образован заново в 2012 году в результате банкротства. Является правопреемником клуба «Ксамакс», образованного в 1912 году, и «Невшатель Ксамакс», основанного в 1970 году в результате объединения клуба «Ксамакс» с извечным городским соперником «Кантональ Невшатель». Клуб дважды (1987, 1988) выигрывал Швейцарскую Суперлигу. 
Название «Ксамакс» появилось в результате объединения прозвища и имени знаменитого швейцарского футболиста 1920-х годов (серебряного призёра Олимпийских игр в Париже)  Макса «Ксама» Абегглена.
В январе 2012 года в период владения клубом Булатом Чагаевым клуб был признан банкротом и исключён из Суперлиги. Это позволило «Сьону» избежать прямого выбывания в Челлендж-лигу, даже имея отрицательное количество очков после штрафа за трансферные аферы.
По итогами сезона 2017/18 в Челлендж-лиге (1-е место) вышел в Суперлигу.
По итогам сезона 2018/19 клуб играл стыковой матч с занявшим 2-е место в Челлендж-Лиге 2018/19 клубом «Арау» (0:4 — дома, 4:0, пен. 5:4 — в гостях) и остался в Суперлиге на сезон  2019/20, однако вылетел оттуда, заняв последнее место.

## Достижения
- Чемпион Швейцарии (2): 1986/87, 1987/88
- Чемпион Челлендж-лиги (3): 1973, 2006/2007, 2017/2018
- Победитель Первой лиги Промоушен (Д3): 2014/15
- Победитель Первой лиги (Д4): 2013/14
- Победитель Межрегиональной лиги (Д5): 2012/13
- Финалист Кубка Швейцарии(6): 1950, 1974, 1985, 1990, 2003, 2011
- Обладатель Суперкубка Швейцарии (3, рекорд): 1987, 1988, 1990
- Обладатель кубка Часов (2): 1972, 1977

## Еврокубки
Кубок Интертото (1): 1990